# Benedetto Adragna
Benedetto Adragna (ur. 26 maja 1952 w Martina Franca) – włoski działacz związkowy, dziennikarz i polityk, członek Sycylijskiego Zgromadzenia Regionalnego i Senatu.

## Życiorys
Z wykształcenia socjolog. Był działaczem Włoskiej Konfederacji Pracowniczych Związków Zawodowych (CISL), pracował jako dziennikarz i dyrektor instytutu kształcenia zawodowego. Działał w Chrześcijańskiej Demokracji, po jej rozwiązaniu w połowie lat 90. należał do Włoskiej Partii Ludowej, z którą w 2002 współtworzył partię Margherita, a z tą w 2007 przyłączył się do Partii Demokratycznej.
Był posłem do sycylijskiego parlamentu i asesorem ds. pracy, opieki socjalnej i kształcenia zawodowego. W 2006 i w 2008 uzyskiwał mandat senatora XV i XVI kadencji, który wykonywał do 2013. W grudniu 2012 opuścił PD, w styczniu 2013 przyłączył się do koalicji Z Montim dla Włoch.